# Honda S2000

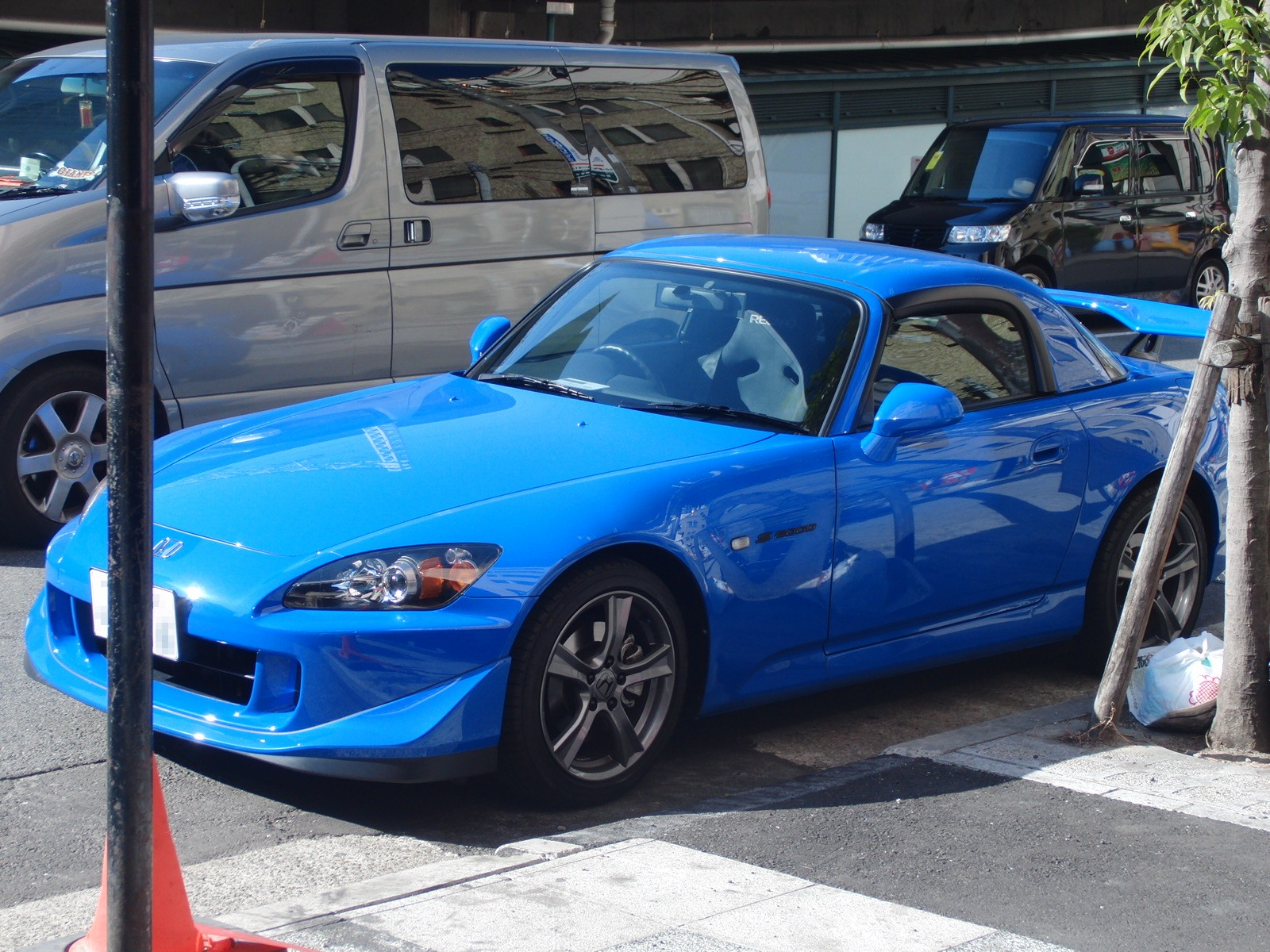
Honda S2000 (AP2) type S

De Honda S2000 is een roadster van automobielfabrikant Honda. De S2000 werd in 1999 uitgebracht ter gelegenheid van de vijftigste verjaardag van Honda als uitstalraam van hun kennis. De auto deelt geen enkel onderdeel met een andere Honda en werd in beperkte oplage van maximaal twaalfduizend stuks per jaar geproduceerd in Japan, vanaf 1999 in Tochigi, samen met de Honda NSX, sinds 2005 in Suzuka.
Omdat de motor volledig achter de vooras ligt, kunnen we spreken over een sportwagen met middenmotor. De gewichtsverdeling op de beide assen is 50/50. De auto heeft achterwielaandrijving met een Torsen-sperdifferentieel (Limited Slip Differential of LSD) en heeft een close ratio zes versnellingsbak. Deze versnellingsbak heeft de kortste schakelbewegingen van alle standaardauto's. Ook is de automatische softtop de snelste ter wereld met een open/toe-snelheid van zes seconden. Dit is ongeveer even snel als de auto van 0 naar 100 km/h accelereert.
De S2000 is in 1999 op de Autosalon van Genève verkozen tot cabrio van het jaar. Tevens werd de tweelitermotor met codenaam F20C vijf jaar op rij verkozen tot motor van het jaar in de categorie tot twee liter. De unieke atmosferische motor met zestien kleppen en een cilinderinhoud van twee liter levert 241 pk, wat neerkomt op een specifiek vermogen van 120 pk per liter, een wereldrecord onder atmosferische automotoren. De versie die in Japan verkocht werd, beschikt zelfs over 250 pk, 125 pk per liter dus. Vanaf 2005 hebben de auto's voor de Amerikaanse markt een 2,2 literversie gekregen die evenveel vermogen produceert maar iets meer koppel. In 2006 kregen Japanse S2000 modellen ook de F22C, waardoor het vermogen daalde naar 240 pk. De toerentalbegrenzer is door de verlengde slag teruggebracht tot 8200 tpm, waar deze normaal pas bij 9000 tpm in werking zou treden.
Het vermogen wordt geproduceerd mede dankzij het VTEC-systeem (Variable Valve Timing and Lift Electronic Control). Dit systeem bevat drie in plaats van twee nokken per twee inlaat/uitlaatkleppen. De twee standaardnokken bedienen de kleppen (inlaat en uitlaat) tot ongeveer 6000 toeren, waarna het VTEC-systeem via oliedruk de derde centrale nok met raceprofiel (wild cam) laat overnemen. Hierdoor gaan de kleppen vroeger open, gaan ze dieper open en blijven ze ook langer open, waardoor er meer benzine/luchtmengsel in de cilinder kan. Dan laat de auto zijn ware aard zien, waar pas een einde aan komt bij 9000 tpm. De kleppen zouden pas gaan "zweven" en dus contact maken met de zuigers vanaf ca. 10.250 tpm. Om deze toerentallen aan te kunnen, zijn de cilinderwanden bijvoorbeeld met glasvezel versterkt (Fiber Reinforced Metal of FRM) en zijn de toleranties van de verschillende motorcomponenten ongeveer gelijk aan die van de racemotoren. Hierdoor zijn er geen balansassen nodig om de motor toch trillingsvrij te doen draaien. In het VTEC-gebied (6000-9000 tpm) produceert de motor ongeveer 100 pk bijkomend vermogen. Het metaalachtige gehuil dat de motor dan laat horen, doet onvermijdelijk denken aan de Formule 1.